# Florian Fickel
Florian „floff“ Fickel (* 1969 in Stuttgart) ist ein deutscher Produzent und Autor von Kinder-Hörspielen, Produzent und Regisseur von Dokumentarfilmen und Musikvideos, sowie Autor von Theaterstücken und Kinderbüchern.

## Leben
Fickel machte 1989 in Korntal das Abitur und absolvierte seinen Zivildienst beim Deutschen Roten Kreuz. Anschließend studierte er an der Fachhochschule Pforzheim Werbewirtschaft. Sein Berufsleben begann er bei der Stuttgarter Plattenfirma Intercord, bei der er für das Marketing von Bands wie Pur und The Prodigy zuständig war. Anschließend wechselte er zu der Filmproduktion Media-Mutant, für die er zwei Jahre lang Videoclips für u. a. Fools Garden, Fury in the Slaughterhouse und DJ Sammy produzierte. 1997 machte er sich in der Filmbranche selbständig und gründete floff pictures & floff publishing, mit Videoclips für u. a. DJ Sakin & Friends, DJ Bobo und Masterboy. 1999 wurde er Regisseur und Produzent von Dokumentarfilmen. Taxi, Das kalte Eisen und Blind in Manhattan liefen im Programm des SWR. Lisette und ihre Kinder, eine Produktion in Zusammenarbeit mit Sigrid Klausmann, wurde im Kino und vom WDR gezeigt. Viele der Filme hatten ihre Premieren bei den Internationalen Hofer Filmtagen. Sein größtes Projekt war eine fünfteilige Doku-Serie über das Internat Schloss Salem.
Ende der 1990er hatte Fickel den Einfall, mit Synchronsprechern von Hollywoodstars, wie zum Beispiel Manfred Lehmann, der Synchronstimme von Bruce Willis, Liebesgedichte einzusprechen. Daraus resultierte das Album Liebesgrüße aus Hollywood, das seinen Einstieg in den Bereich des auditiven Entertainments markierte. Unter Fickels Regie erschienen zahlreiche Hörspiele, wie Jerry Cotton, mit Manfred Lehmann, Joachim Kerzel und Thomas Danneberg in den Hauptrollen, sowie Hörbücher wie Väter sprechen Janosch, mit Til Schweiger, Joschka Fischer, Jürgen Vogel und Günther Jauch. Wenig später erschien die von Fickel produzierte Hörspielreihe Willi wills wissen als Pendant zur gleichnamigen TV-Serie. 2003 bis 2007 gründete er zusammen mit Peter Geyer das Hörbuchlabel Die Audiothek, bei dem die Reihe Stars sprechen Literatur entstand, die bei der Deutschen Grammophon vertrieben wird.
Beim Spielen mit seinen Kindern im Jahr 2007 kommt Fickel die Idee, Hörspiele mit Playmobil-Figuren zu produzieren, die lebendig werden und Abenteuer erleben, sobald sie allein sind. Seither sind von der Reihe Die Playmos 86 Folgen veröffentlicht worden (Stand Februar 2024).
Im April 2017 erschien mit seiner Regie eine Hörspielfassung von Der kleine Prinz unter der sprachlichen Mitwirkung von Christoph Maria Herbst, welche Goldstatus für verkaufte Tonträgern erreichte. Seit 2020 veröffentlicht Fickel die Hörspielserie Die Abenteuer des jungen Sherlock Holmes.
Fickel entwickelt außerdem Kinderbücher und Theaterstücke. Sein erstes Kinderbuch Lümmel – Tierische Freundschaft schrieb er seinem Sohn 2005 zum vierten Geburtstag. Die Geschichte wird 2010 als Theaterstück aufgeführt und wurde aufgrund ihres pädagogischen Werts seither in über vierhundert Schulen in Baden-Württemberg gespielt (Stand: Dezember 2021). 2014 feierte das Theaterstück Ja, ich will im Theaterhaus Stuttgart Premiere, das aus seiner Feder stammt und bei dem er Regie führte.
2018 bis 2020 schrieb Fickel für den Ellermann Verlag neue Bücher für Janoschs Tiger und Bären, wie Freunde, ist das Leben schön!
Seit 2021 veröffentlicht Fickel den Podcast Inside STELP – ein Blick hinter die Kulissen einer internationalen Hilfsorganisation, in dem er mit Mitarbeitern der Organisation STELP e. V. über humanitäre Missstände spricht.
Fickel lebt in Stuttgart und hat zwei erwachsene Kinder.

## Bücher
- 2018: Der kleine Tiger wünscht sich Tigerfreunde
- 2018: Der kleine Tiger und der große Mut
- 2018: Freunde, ist das Leben schön!
- 2019: Als der Tiger einmal der Bär sein wollte
- 2019: Als Tiger und Bär beinahe das Beste verpassten
- 2019: Tiger und Bär, es weihnachtet sehr!
- 2020: Jetzt wird geschlafen, Freunde!
- 2020: Der kleine Tiger und das wahre Glück
- 2021: Mit Dir macht das Leben Spaß, aber sowas von!

## Dokumentarfilme
- 2000: Taxi (Produktion, Drehbuch)
- 2001: Blind in Manhattan (Regie, Drehbuch)
- 2002: Perfect Lovers (Regie)
- 2003: Liebe (Regie)
- 2005: Das Internat Schloss Salem (Doku-Soap, 5 Folgen) (Produktion, Regie 2 Folgen, Drehbuch 1 Folge)[1]
- 2009: Lisette und ihre Kinder (Produktion)
- 2013: Das kalte Eisen (Produktion)

## Hörspiele und Hörbücher
- 1999: Liebesgrüße aus Hollywood
- 2002: Manni der Libero (4 Folgen)
- 2002 Jerry Cotton (16 Folgen)
- 2005: Der Seewolf (gelesen von Ben Becker)
- 2005: Die Rede des Häuptling Seattle
- 2005: Venus im Pelz (Bela B Felsenheimer & Catherine Flemming)
- Ab 2006: Janosch (8 Hörspiele)
- 2007: Mitschnitt (4 Folgen)
- Ab 2007: Willi wills wissen (12 Folgen)
- Seit 2007: Die Playmos (89 Folgen)
- 2008: Faust vs. Mephisto
- 2008: Die Traumnovelle (Matthias Schweighöfer)
- 2008: Lümmel – Tierische Freundschaft
- 2017: Der kleine Prinz
- 2017: Poem for you
- 2020: Hello Maestro – Es war einmal... der Mensch (12 Folgen)
- 2020: Ich kann nicht schlafen! – Ein kleines Kinderhörspiel mit Einschlafliedern
- Seit 2020: Die Abenteuer des jungen Sherlock Holmes (6 Folgen)